# Balladen
Balladen ist das 15. Studioalbum des deutschen Liedermachers Reinhard Mey. Es erschien 1988 bei Intercord. Die zwölf Lieder, die nicht alle im klassischen Sinne Balladen sind, wurden von ihm getextet und komponiert.

## Inhalt
Reinhard Mey spannt mit seinen „Balladen“ einen Bogen von humorvollen Liedern (Die Body-Building-Ballade), politischen (In diesem, unsrem Lande) bis zu nachdenklich stimmenden (Die Eisenbahnballade). Thematisch umfasst das Album die Fliegerei (Das letzte Abenteuer), Liebe (Welch ein glücklicher Mann), Dank an Menschen in sozialen Berufen (Hab’ Dank für deine Zeit) und das Elterndasein (Aller guten Dinge sind drei). Durch die Länge von gut zehn Minuten nimmt Die Eisenbahnballade eine Sonderstellung ein. In ihr wird die Geschichte Deutschlands parallel zur Geschichte der Eisenbahn erzählt. Für die Recherche zu dieser Ballade bedankt sich Mey bei Klaus Winkler.

## Titelliste
1. Bei Hempels unterm Bett – 3:30
2. In diesem, unsrem Lande – 3:56
3. Das letzte Abenteuer – 3:59
4. Die Body-Building-Ballade – 3:30
5. Fünf Gartennelken – 1:51
6. Aller guten Dinge sind drei – 3:10
7. Hab’ Dank für deine Zeit – 3:46
8. Das Meer – 3:50
9. Die Mauern meiner Zeit – 3:26
10. Lulu – 3:04
11. Welch ein glücklicher Mann – 2:52
12. Die Eisenbahnballade – 10:11

## Weitere Infos
Tonmeister des Albums war Hens Gies, die Arrangements stammen von Wilfried Grünberg. Wilde (Hamburg) steuerte die Fotos bei. Verlegt wurde die CD bei der Maikäfer Musik Verlagsgesellschaft mbH, Berlin.